# Onjali Q. Raúf
Onjali Q. Raúf (febrero de 1981) es una autora británica y fundadora de la ONG Making Herstory, una organización de derechos de la mujer que aborda el abuso y la trata de mujeres y niñas en el Reino Unido y más allá. 

## Trayectoria
Su primera novela publicada por Orion Children's Books, The Boy at the Back of the Class, que se basa en su propia experiencia entregando convoyes de ayuda de emergencia para familias de refugiados que sobreviven en Calais y Dunkerque. Inspirada por una madre y un bebé sirios que encontró en un campo de refugiados de Calais, retrata la crisis de los refugiados a través de los ojos de un niño. Fue ganadora del premio Blue Peter Book Award 2019, y del Waterstones Children's Book Prize 2019, y fue nominada para el Carnegie Medal Children's Book Award.
En el mismo año también fue preseleccionada para el Premio Jhalak al Libro del Año por un Escritor de Color, y por su autor pionero en los Premios de los lectores BAMB (Books Are My Bag) Reader´s Awards. Su segundo libro, The Star Outside My Window, cubrió la esperanza y la resiliencia frente a la violencia doméstica a través de los ojos inocentes de una niña de 10 años. Además de escribir en publicaciones como The Guardian, también es colaboradora del programa BBC Radio 2 Pause For Thought.
En diciembre de 2019, impartió una charla sobre la infancia con el título "Why children are our most powerful hope for change" (¿Por qué los niños son nuestra mayor esperanza de cambio?) en el evento TEDxLondonWomen en Londres.

## Obra
- 2018 – The Boy at the Back of the Class.
- 2019 – The Star Outside my Window.
- 2020 – The Day We Met The Queen: World Book Day 2020.
- 2020 – The Night Bus Hero.

## Reconocimientos
En 2019, la obra de Raúf The Boy at the Back of the Class fue galardonada con el premio Blue Peter Book en la categoría de Mejor historia. También recibió el premio Waterstones 2019 de libros infantiles, ficción juvenil. Ese mismo año, Raúf fue incluida en el listado 100 Women de la BBC como una de las mujeres inspiradoras e influyentes de 2019.